# Diocèse de Baucau
398538	408778	97,5
Le diocèse de Baucau (en latin : dioecesis Baucanus) est un diocèse catholique de l’est du Timor oriental, ayant pour siège la ville de Baucau. Il est érigé le 30 novembre 1996 à partir du diocèse de Dili duquel il devient suffragant lorsqu’est érigée la province ecclésiastique de Dili le 11 septembre 2019. 
Les séminaristes du diocèse sont formés au séminaire Saint-Pierre-et-Saint-Paul de Dili. 

## Évêques
Liste des évêques de Baucau selon le rite romain :
- Basilio do Nascimento, administrateur apostolique, de 1996 à 2004, puis évêque de 2004 à 2021.
- Leandro Maria Alves, depuis avril 2023.

## Églises importantes
L’église principale du diocèse est la cathédrale Saint-Antoine (en) de Baucau, dédiée à Antoine de Padoue.
Le sanctuaire Notre-Dame-d’Aitara de Soibada (en) se trouve sur le territoire du diocèse, et est reconnu sanctuaire national par la Conférence épiscopale timoraise (de) depuis 2002. On y vénère une statue de Marie, placée là en commémoration d’une apparition mariale non reconnue par le Vatican.